# Hunswinkel
Hunswinkel is een plaats in het Listertal (dal van de Lister) in Noordrijn-Westfalen en stadsdeel van de gemeente Meinerzhagen. 
Hunswinkel ligt direct aan de oever van de dam Listertalsperre, aangrenzend begint de Biggesee. Hunswinkel is daarom het toeristisch centrum van dit gebied, aangezien er veel mogelijkheden zijn voor (water)recreatie.

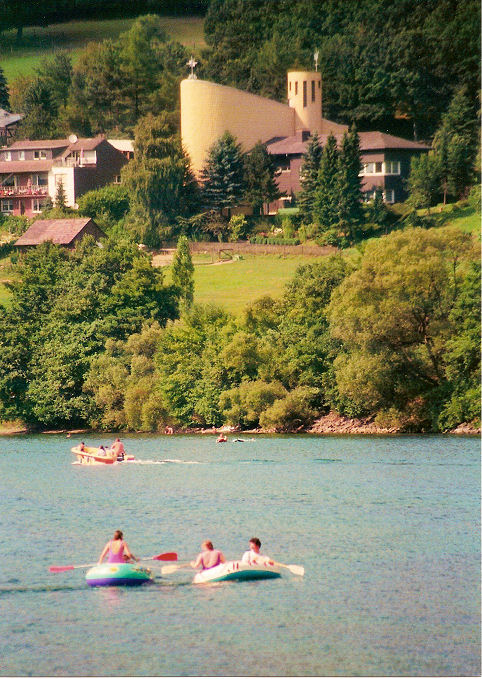
Sankt Peter am See, Hunswinkel